# Connétable de Rennes
Le connétable de Rennes était un haut dignitaire militaire de la ville de Rennes durant l'Ancien Régime.

## Historique
Henri Carré écrit que par : « Les lettres patentes qui instituent Philippe de Béthune gouverneur de Rennes et lieutenant-général déclarent positivement qu’en l’absence du gouverneur de la province le gouverneur de Rennes représentera Sa Majesté dans les évêchés de Rennes, Saint-Malo, Dol et Vannes. De même que l’autorité du gouverneur de Bretagne pouvait être déléguée au lieutenant-général qui commandait dans la capitale du pays, de même le lieutenant du gouverneur de Rennes, en l’absence de son chef, représentait le pouvoir central ; en l’absence du lieutenant un des connétables faisait fonction de gouverneur  ». 
Dans la hiérarchie militaire se trouvent, après les capitaines et gouverneurs de Rennes, deux autres autorités qui sont le lieutenant du gouverneur et les connétables.
Les connétables étaient payés par la ville 72 livres par an. Comme le gouverneur, ils avaient droit à un logement fourni par la Communauté. En plus des maisons dans lesquelles ils pouvaient vivre intra-muros, les capitaines, lieutenants et connétables ont occupé au XVIe siècle les tours de la ville de Rennes.
Leurs fonctions étaient peut-être autant municipales que militaires ; ils représentaient le prince à ce double titre. Aucun nom suivi de cette qualification n'est recensé avant l'an 1357. À cette époque, un connétable nommé Bertrand Dupont s'oppose à ce que l'on évente la mine poussée par les Anglais jusqu'au centre de la ville, et dans laquelle Bertrand Duguesclin tua nombre de ceux-ci. De 1357 à 1400, aucun nom de connétable n'est renseigné, bien que les ducs, dans leurs diverses ordonnances, les désignent toujours comme ayant-droit de présider aux réunions des bourgeois en l'absence du capitaine et de son lieutenant, droit dont ils sont restés en possession jusqu'en 1692, époque où Rennes eut un maire-syndic à titre vénal et héréditaire.
Dans la première moitié du XVe siècle, il n'y eut à Rennes qu'un connétable, lequel toutefois avait un lieutenant. Mais à partir de l'accroissement de la troisième muraille qui comprenait la ville neuve, nommée plus tard basse ville, François II de Bretagne (1435-1488), du de 1458 à 1488, créa un poste de connétable supplémentaire pour veiller à la garde de la ville et de la rivière de Vilaine, depuis la porte Mordelaise en allant jusqu'à l'abbaye Saint-Georges du côté devers les Jacobins, et depuis ladite abbaye en revenant à la porte Mordelaise au long de la Baudrairie par derrière la dite rivière. Le duc précise qu'il veut que Guillaume de Villeblanche en ait la garde et gouvernement à 100 livres de gages[réf. nécessaire].

## Liste des connétables de Rennes
- 1418 : Jehan de Parthenay[5].
- 1421 : Raoul Guéhéneuc, seigneur de Villeneuve, trésorier des guerres et receveur des revenus du duc de Bretagne (1421), connétable de Rennes, marié à Lucasse Déeslin,
- 1423 : Pierre Chouan[5].
- 14.. : Jean Guéhéneuc, seigneur de Villeneuve
- 1448 : Michel de Parthenay[5].
- 1449 : Jean Le Bart[6], ou Lebart. Il fit construire la tour qui porte son nom et qui fut démolie en 1840. Elle est souvent désignée par déformation en tour Le Bât[5].
- 1450 : Jehan de Villebranche[5].
- 1451 : Raoul de Bagatz[7], sieur dudit lieu, paroisse de Guichen, de Longlée, paroisse de Retiers, de la Salmonnaye, paroisse de Auverné[8].
- 1457 : Jehan de Plœuc, ou Plohic, ou Ploich, vend sa charge à Brécart.
- 1458-1461 : Artus Brécart (1415-1480), ou Artur, chevalier de l'ordre du Roi, époux de Jacquette de Bretagne, fille légitimée par le roi de France, du connétable de France Arthur de Richemont. Il fut capitaine de Saint-Aubin-du-Cormier (1458), de Mervent et du Coudray-Salbart. Il reçut en cadeau de mariage par son beau-père la châtellenie de Bréhat. Son titre de propriété sur la connétablie de Rennes fut reconnu en 1460 par le Conseil ducal[9].
- 1461 : Jehan de Guëhenneuc dit : Jean Guéhéneuc, seigneur de La Villeneuve, petit-fils du précédent. Il fut trésorier des guerres et connétable de Rennes[10](1461).
- 1473 : Hugues de Boisrobin, destitué pour motif inconnu[5].
- 1473 : Jean de Romelin[8].
- 1485-1487 : Henri Duval, en disgrâce en 1487[5].
- 1487 : Pierre de Saint-Pern, avait pour collègue Jehan de Lescoat, sieur de Villepie.
- 1489 : Michel Le Bart, seigneur de Riotelaye, paroisse de Pacé, de la Jaunaye, paroisse de Le Rheu[8].
- 1492-1517 : Arthur du Pan (mort en 1517 ou 1518)[11], ou Dupan, sieur du Pan, de La Haye, lieutenant du capitaine et connétable. Il avait commencé sa carrière avant 1491 et figurait parmi les cent hommes d’armes gentilshommes de la maison de la duchesse Anne de Bretagne de 1488 à 1491[12]. Il touche 60 livres par an[13],[14]. En 1490, il était capitaine de la place de Châteaugiron et il fut chargé par Anne de Bretagne d’une mission auprès du roi d’Angleterre. Après 1498, il succéda également à Hagomar à la tête de la recette ordinaire de Fougères.
- 1496 : Gilles de Beaulieu et Jean de Beaulieu. Gilles de Beaulieu, sieur de Nérauday-en-Ercé[15]
- 1498 : Jean de Beaulieu et Gilles de Beaulieu.
- 1508 : Artur du Pan, sieur de La Haye.
- 1517 : de La Haye, lieutenant et connétable[13]
- XVIe siècle : Charles Busnel (né à Cesson en 1529), époux de Michelle Chouart avec laquelle il eut huit enfants, dont Nicolas qui sera également connétable[16].
- 1524-1534 : Artur de Montbeille (mort en 1534), il a occupé la tour et le portail de Saint-Georges dès son arrivée à la charge[17].
- 1527 : Arthur Jarret, sieur de Trozé.
- 1533-1534 : Gilles Carré, sieur des Loges, paroisse de la Mézière. Il vivait rue de la Bourcerie, près de la maison de Julien Bazire. Miseur en 1537, garde la Monnaie en 1550, et sieur de Vaulembert. Il possédait le manoir de la petite Gouzée en Gévezé[18].
- 1536 : Goyer de Champagne, sieur de la Montaigne.
- 1549 : Thomas de La Piguelaye, seigneur de La Massue[13].
- 1551-1555 : Gilles de Romelin[13]. Il était l'époux de Charlotte Allaveau (morte en 1609), seigneur de Millé, il habite au manoir des Loges-Millé qui était la propriété de la famille Carré en 1513. La famille de Romelin fut en 1653 propriétaire du manoir de la Garabouëtais[19] et Thomas de La Pignelaye, sieur de la Massue.
- 1556-1559 : Jehan Louail, sieur du Gué-Richet, et Jean de Saint-Pern.
- 1561 : Gilles Rallou, sieur de Vaufleury.
- 1562 : Judes de Saint-Pern (mort en 1598), seigneur de Loquetaye, de Ligouyer, de Champalaune, du Lattay et de Gallepic, nommé chevalier de l'ordre de Saint-Michel le 16 avril 1574 par le roi Charles IX. En 1543, il épouse en premières noces de Anne de Marzelière, dame de Loquetaye avec laquelle ils eurent René Ier de Saint-Pern, également connétable de Rennes (mort en 1637). Marié en 1561, en secondes noces, avec Catherine de Chateaubriant. Il soutient le parti du roi et eut ses biens saisis par le duc de Mercœur[20]. Il habitait dans la Tour Saint-Georges[13].
- 1568 : Hélène Pirault, sieur de la Mignannaye. Il fut nommé par le lieutenant général de la province pour remplacer le précédent qui servait notoirement contre le roi[5].
- 1573 : René de Champagne.
- 1575 : Judes de Saint-Pern.
- 1577 : Noël Lizé, sieur de la Motte.
- 1595 : René de Saint-Pern et Jean de Busnel, sieur de La Touche-Gripée.
- 1602 : Guillaume de Botherel, sieur de Moutilemuse. Suites à des querelles de préséance entre les connétables et le lieutenant du gouverneur, il reçut ses lettres qu'après avoir reconnu qu'il n'avait pas de préséance sur celui-ci[5].
- 1607 : Nicolas Busnel, sieur de la Retardaye, de Montoray, chevalier de l'ordre du roi en 1637, époux de Perrine le Boulanger[21].
- 1613 : Nicolas de La Tousche et Nicolas Busnel, sieur de la Retardaye. Les tours des remparts ayant été démolies sur ordre de Henri IV, la communauté pour indemniser les officiers porta leurs gages à 200 livres[5].
- 1614 : Pierre de Caradeuc, sieur de la Chalotais.
- 1633-1635 : Georges Glé, sieur de la Hurlais[22], ou Pierre Glet ou Glé[5].
- 1648 : Pierre de Caradeuc, fils du précédent.
- 1663 : Jean de Caradeuc.
- 1666 : Jacques de Caradeuc.
- 1669 : Jean-Joseph Loys du Margat.
- 1691 : Benjamin de Ravenel, sieur du Tilleul.
- 1696 : Castel, sieur de la Renaudière.
- 1699 : François Claude Robert, sieur de la Bellaugeraye.
- 1701 : Jacques Desclos.
- 1710 : Guillaume de Tronq.
- 1715 : Pierre le Bel.
- 1756 : Robert du Tertre et de Tronq, fils du précédent.